# 庫澤普拉克鄉

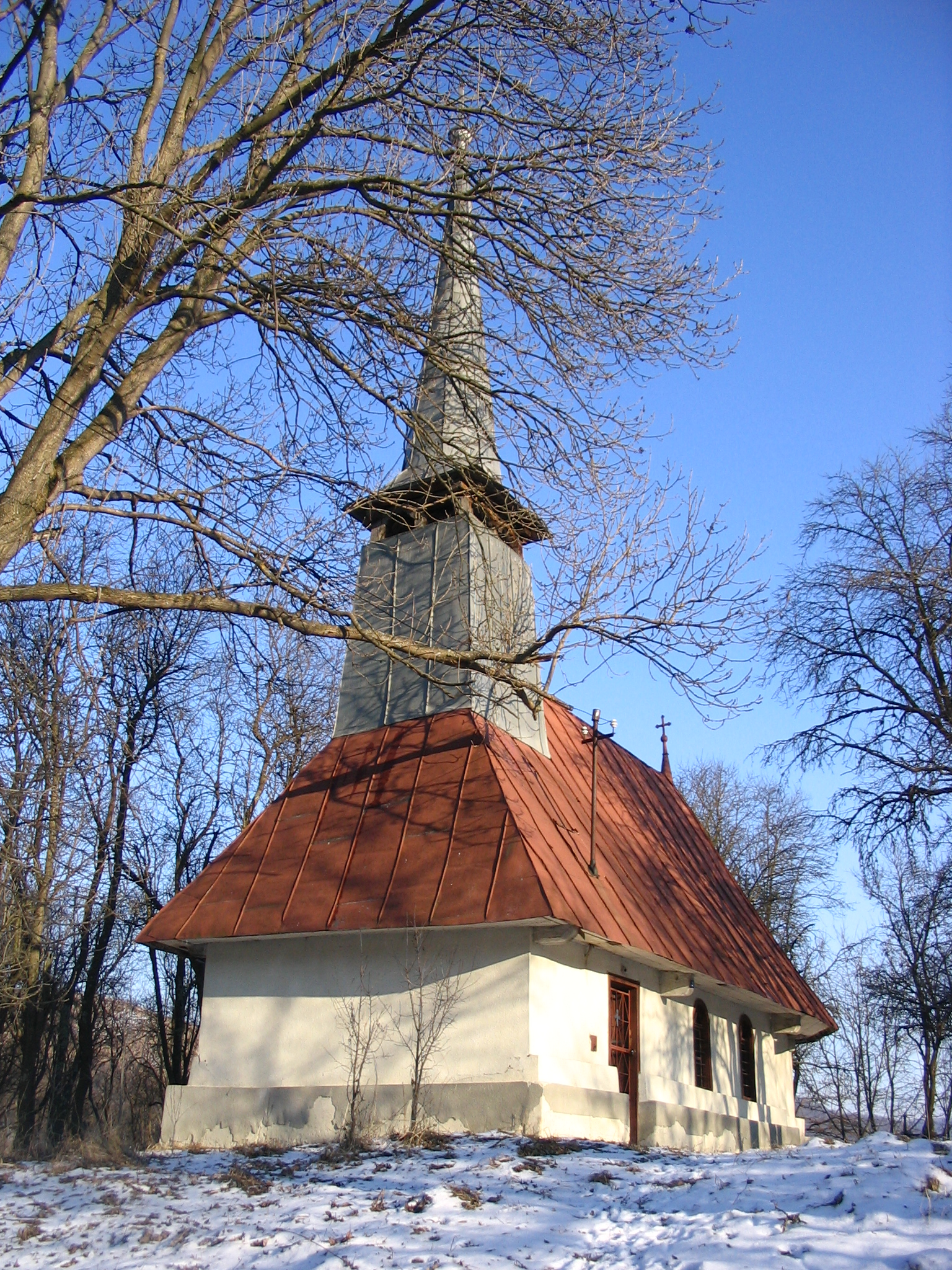

46°58′N 23°12′E / 46.967°N 23.200°E
庫澤普拉克鄉（羅馬尼亞語：Comuna Cuzăplac, Sălaj），是羅馬尼亞的鄉份，位於該國西北部，由瑟拉日縣負責管轄，面積109平方公里，海拔高度333米，2007年人口1,815，人口密度每平方公里17人。